# Лохья
Ло́хья (фин. Lohja, швед. Lojo) — город и муниципалитет в Финляндии, в провинции Уусимаа, в регионе Южная Финляндия. Двуязычное население с преобладанием финского языка и шведским языком как языком меньшинства.

## История города
Лохья являлась центром заселения и торговли на востоке провинции Уусимаа с начала XIV века, Уже в средние века Лохья была известна как торговый центр. Местное население одним из первых на территории Финляндии начало развивать горное дело и производство. По меркам Финляндии, Лохья имеет давние традиции садоводства и особенно выращивания овощей. Эти традиции представлены в символике современной Лохьи: известняк и яблоко.

## Общая информация
Лохья выгодно расположена вблизи Большого Хельсинки и обладает развитой сетью автомобильных дорог. Дорога от Хельсинки до Лохьи занимает менее часа.

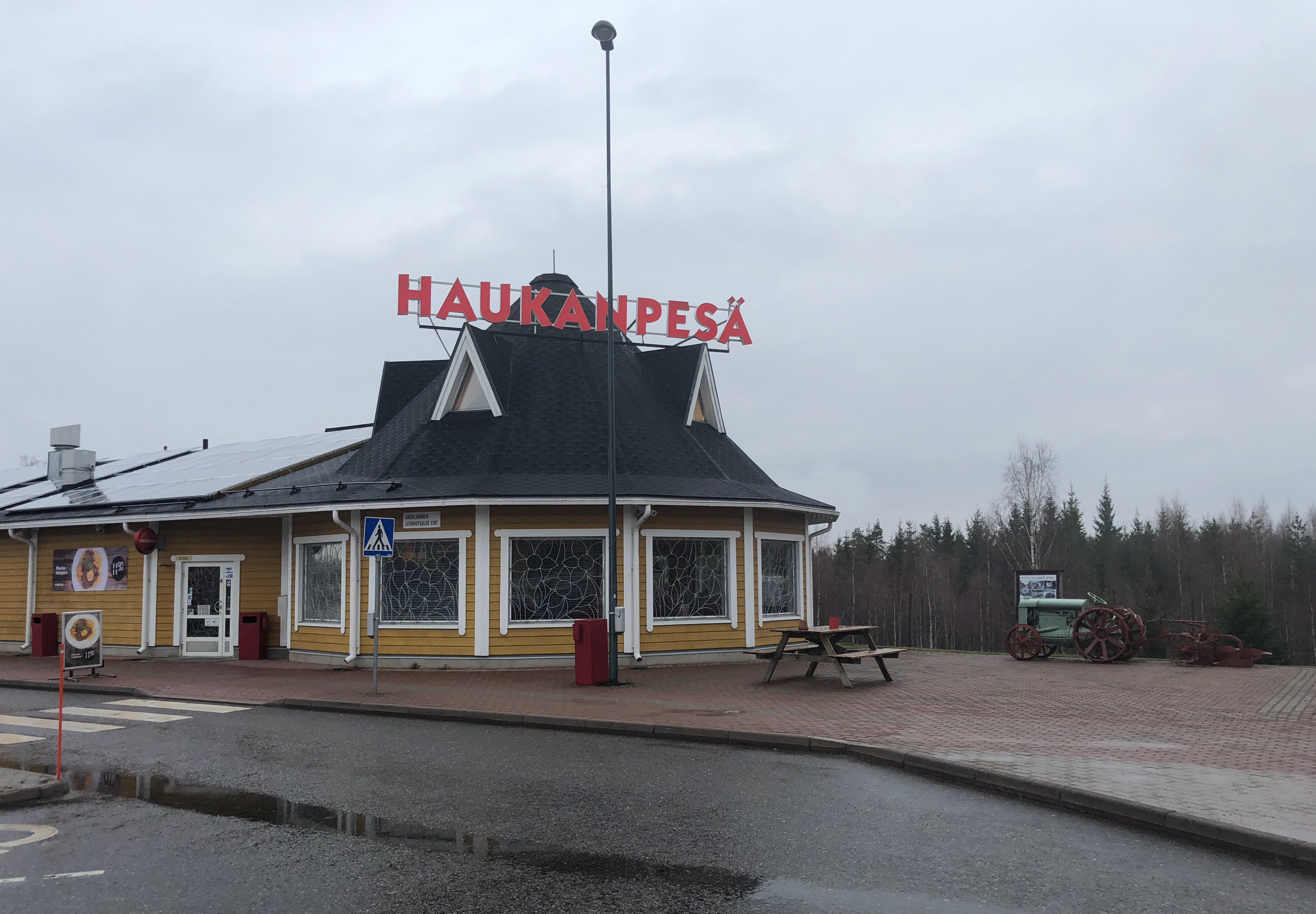
Кафе на трассе Е18

В пейзажах Лохьи наиболее заметны сады и усадьбы. Лохья разделена грядой Лохья, которая формирует водораздел крупнейшей озерной системы Южной Финляндии.
В центральной части выделяется церковь Святого Лаврентия, датируемая средними веками. В остальном центральная часть Лохья состоит из разнородной застройки преимущественно 1960-х годов и более поздней. Новое здание библиотеки, открытое в 2005 году, — современное здание в самом центре города.
Муниципалитет Лохья объединён с городом в 1997 году. В начале 2009 года присоединен муниципалитет Самматти. В 2013 году ожидается объединение с муниципалитетом Карьялохья.

## Экономика
- Завод по производству извести и цемента в Вирккале (фин.), принадлежит шведской компании Cementa (швед.).

## Известные люди
- Хенрик Хенрикинпойка Ванберг (1630—1709) — крестьянин, занимавший наиболее высокие должности среди всех крестьян Финляндии в годы шведского владычества; депутат риксдага (шведского парламента); единственный финн в истории риксдага, который был избран председателем крестьянского сословия Шведского королевства (1680).
- Кёсси Каатра (1882—1928) — финский писатель и поэт.

## Города-побратимы
- Можайск, Россия
- Шаторальяуйхей, Венгрия
- Щёлково, Россия

## Галерея

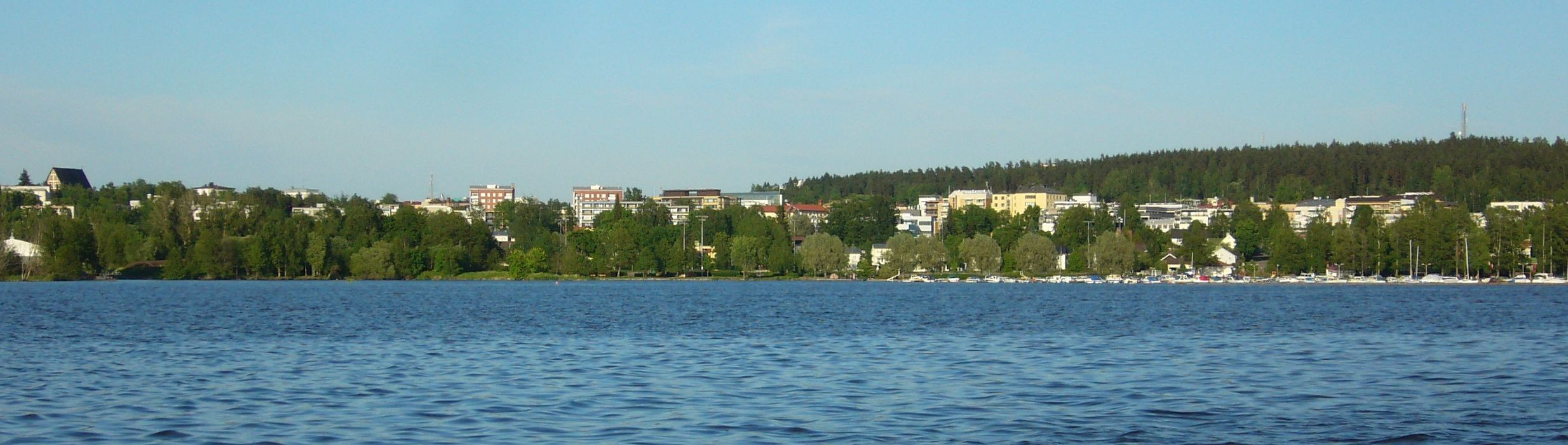
Вид на Лохью со стороны озера Лохьяньярви
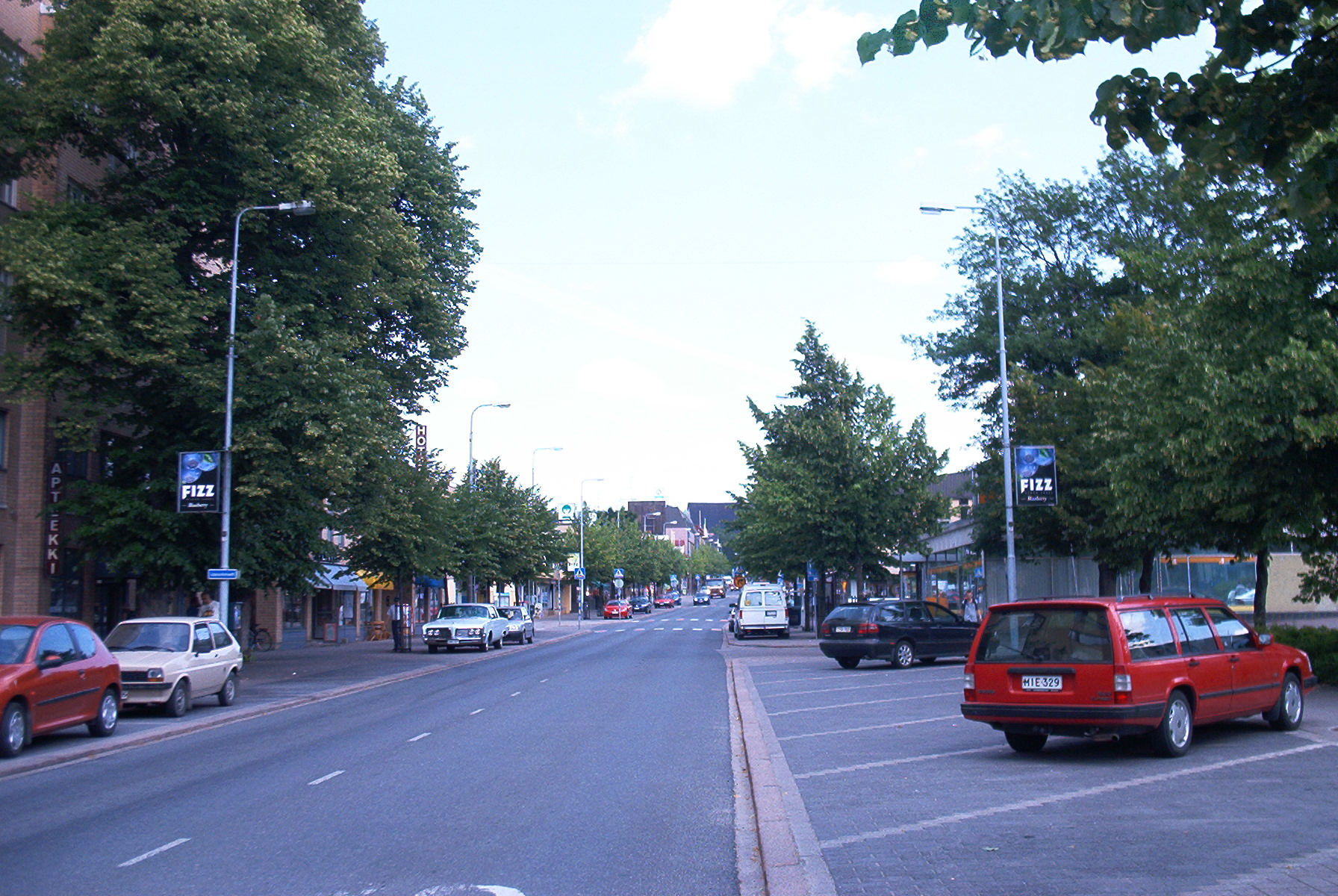
Улица Лауринкату в центре Лохьи, лето 2005 года
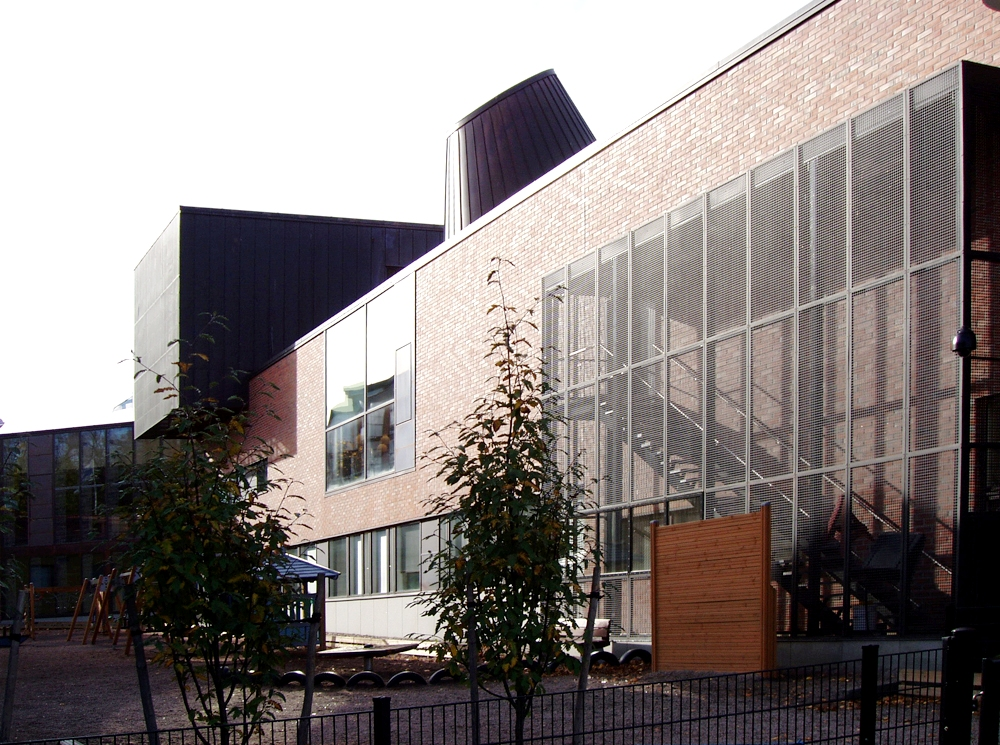
Здание новой библиотеки, открытой в 2005 году
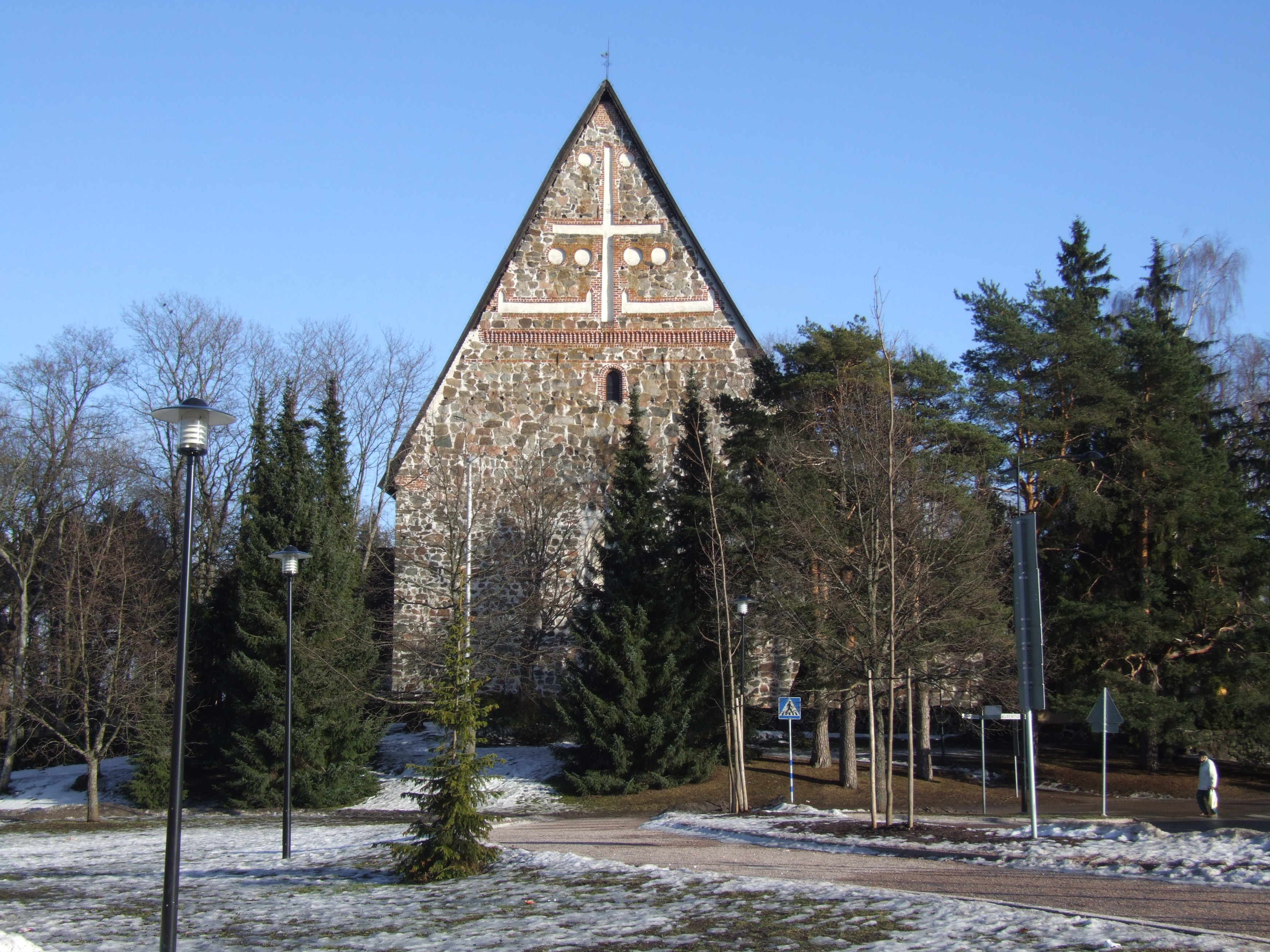
Церковь Святого Лаврентия в Лохье
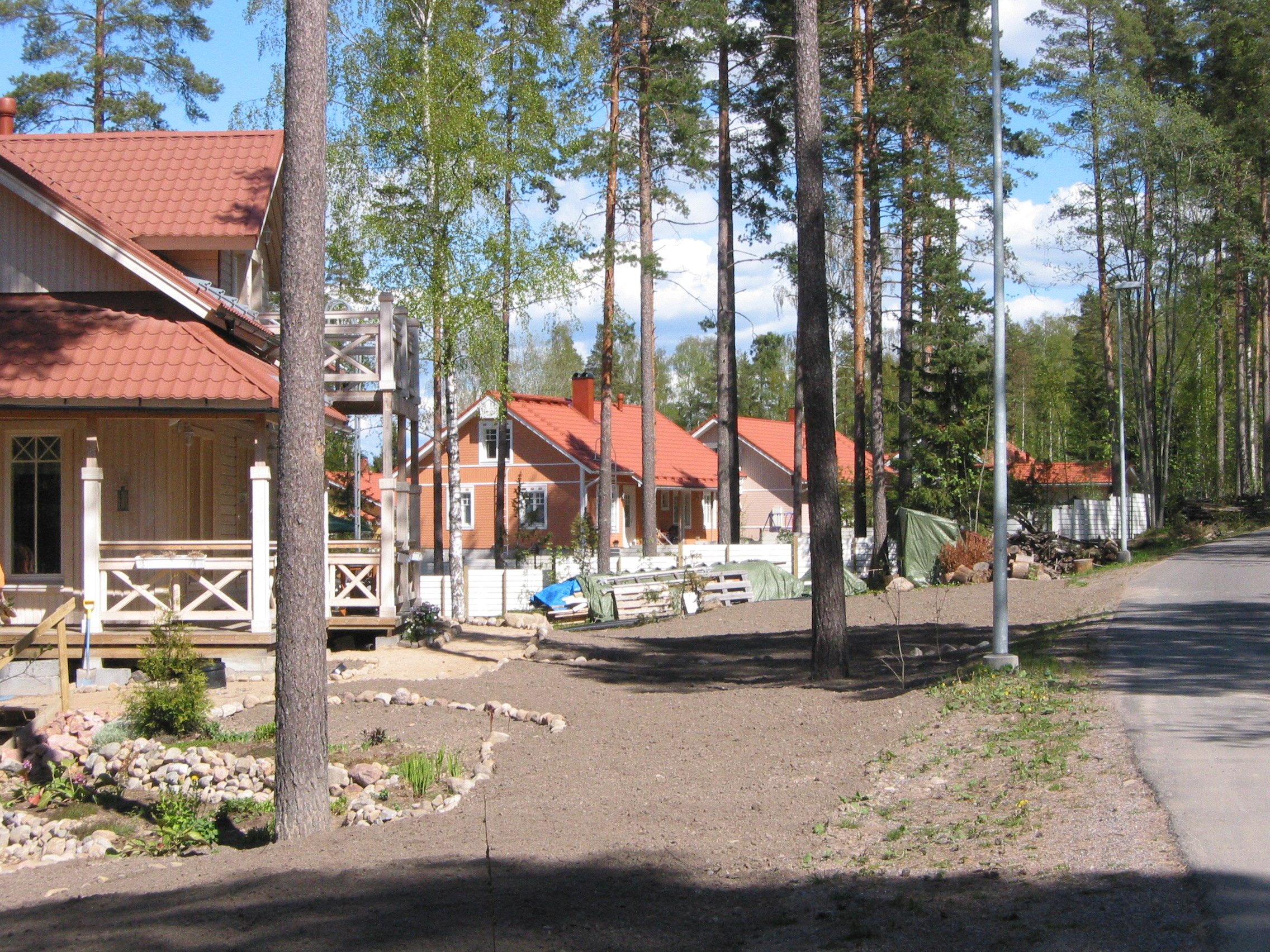
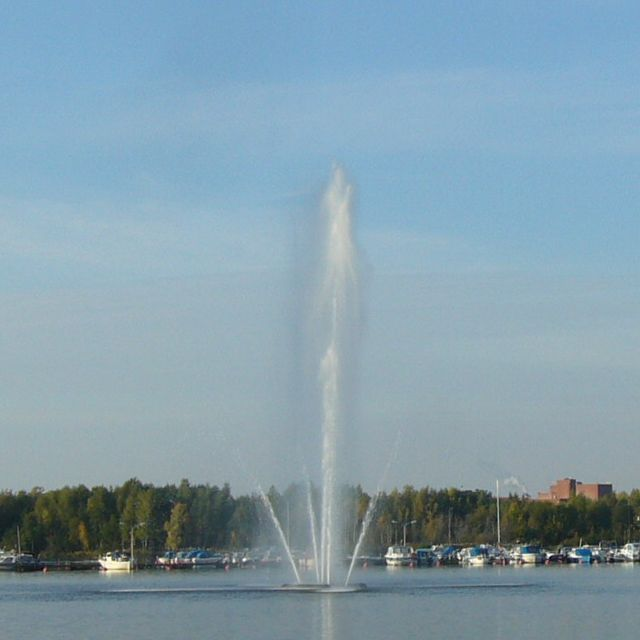